# Batang Hari
Batang Hari (o semplicemente Hari) è il più lungo fiume dell'isola di Sumatra, Indonesia.
Nasce dagli altopiani di Minangkabau, nella provincia di Sumatra Occidentale, e attraversa tutta l'isola fino alla costa orientale, sfociando nel Mar Cinese Meridionale. La città di Jambi, capitale della provincia omonima, si trova alla foce del Batang Hari.
Il fiume ha un bacino idrografico di 40.000 km², una lunghezza di 600 km e grandi quantità di acqua durante tutto l'anno; la sua portata media è di circa 1.500 m³/s.